# Liste der Ständeräte des Kantons Jura
Diese Liste zeigt alle Mitglieder des Ständerates aus dem Kanton Jura seit der Kantonsgründung im Jahr 1979 bis heute.

## Parteiabkürzungen
- CVP: Christlichdemokratische Volkspartei
- FDP: Freisinnig-Demokratische Partei, seit 2009 FDP.Die Liberalen
- Mitte: Die Mitte
- SP: Sozialdemokratische Partei

## Ständeräte
| Name                        | Partei                         | Amtszeit  | Geboren | Gestorben |
| --------------------------- | ------------------------------ | --------- | ------- | --------- |
| Madeleine Amgwerd           | CVP                            | 2003–2007 | 1946    |           |
| Elisabeth Baume-Schneider   | SP                             | 2019–2022 | 1963    |           |
| Gaston Brahier              | FDP                            | 1983–1986 | 1927    | 2014      |
| Nicolas Carnat              | FDP                            | 1995      | 1934    |           |
| Mathilde Crevoisier Crelier | SP                             | 2022–     | 1980    |           |
| Pierre Gassmann             | SP                             | 1979–1983 | 1932    | 2011      |
| Michel Flückiger            | FDP                            | 1986–1994 | 1940    |           |
| Pierre-Alain Gentil         | SP                             | 1995–2007 | 1952    | 2008      |
| Claude Hêche                | SP                             | 2007–2019 | 1952    |           |
| Charles Juillard            | CVP (bis 2020) Mitte (ab 2021) | 2019–     | 1962    |           |
| Pierre Paupe                | CVP                            | 1995–2003 | 1937    | 2016      |
| Marie-Madeleine Prongué     | CVP                            | 1995      | 1939    | 2019      |
| Jean-François Roth          | CVP                            | 1987–1994 | 1952    |           |
| Roger Schaffter             | CVP                            | 1979–1987 | 1917    | 1998      |
| Anne Seydoux-Christe        | CVP                            | 2007–2019 | 1958    |           |

## Quelle
- Datenbank aller Ratsmitglieder